# Heliconia dasyantha
Heliconia dasyantha là một loài thực vật có hoa trong họ Heliconiaceae. Loài này được K.Koch & C.D.Bouché mô tả khoa học đầu tiên năm 1855.